# Kaba–Nádudvar-vasútvonal
A ma már csak vontatóvágányként üzemelő Kaba–Nádudvar-vasútvonal a Tiszántúlon található.

## Története
A MÁV szajol–debreceni fővonalából kiágazóan épített helyiérdekű vasútvonal létesítésére a Kaba–Nádudvari HÉV társaságnak a Kereskedelmi Minisztérium adott engedélyt. A síkvidéki jellegű, rövid vasútvonalat két hónap alatt építették meg. A Nádudvaron csonkán végződő vonalat 1904. június 1-jén nyitották meg.
A kevés földmunkával készült vasútvonal felépítménye 9,0 m hosszú, 23,6 kg/fm tömegű, „i” jelű sínekből épült, a síneket vágánymezőnként 13 db talpfára fektették, az ágyazatot homokos kavicsból készítették.
A vonalon a személyszállítás 1971. december 31-én szűnt meg.
A bezárás után a vasútvonalat felszedték, de 1985-ben 9,7 km hosszban iparvágányként újjáépítették mezőgazdasági szállítás céljából, 48 kg-os sínekkel betonaljakon és zúzottkő ágyazatban. Az újjáépítés már nem érintette az egykori állomás területét, az iparvágányok attól mintegy 500 méterre véget érnek.

## Külső hivatkozások
- A megszűnt Kaba–Nádudvar vasútvonal állomásai és megállóhelyei (magyar nyelven) (html). www.vasutallomasok.hu